# Tanzwut
Tanzwut est un groupe de Neue Deutsche Härte allemand, originaire de Berlin. Formé en 1996, il est l'alter ego du groupe de musique de type médiéval Corvus Corax, avec une orientation plus électronique. Le groupe connaît une percée mondiale : à Mexico, par exemple, d'immenses salles de concert sont souvent combles. Leur premier album est produit par Jon Caffery (de), également producteur des Toten Hosen.
Tanzwut maîtrise particulièrement la recette des performances live : des scènes et des costumes somptueux ainsi que des chorégraphies qui plongent le spectateur dans le monde médiéval. Le signe de reconnaissance du groupe est un diable (Teufel) : bien que chauve, il possède deux petites cornes rouges sur les flancs de son crâne.

## Biographie
Le nom Tanzwut désigne en français la manie dansante. Le groupe est initialement formé en 1997 par des membres de Corvus Corax. En mars 1999, le premier album du groupe, éponyme, est publié au label Electrola, une branche d'EMI. L'album est produit par Jon Caffery, également producteur des Die Toten Hosen.
En décembre 2006, le groupe est confirmé pour la dixième édition du Summer Breeze Festival, organisé du 16 au 18 août 2007 à Dinkelsbühl.
Après plusieurs changements, le groupe consolide sa formation en octobre 2010. En 2014, le groupe publie l'album Eselsmesse. À la fin de 2014, le groupe annonce l'album Freitag Der 13. pour le 15 février 2015 via AFM Records. L'album est publié en digipack et comprend un CD bonus avec la participation de Lord of the Lost, Subway to Sally, Rotersand et Mono Inc..
En mai 2016, Tanzwut révèle la couverture et la liste des titres de son album à venir, Schreib es mit Blut. L'album est publié en juillet 2016 au label AFM Records. En juin 2016, ils postent la vidéo de Stille Wasser avec Liv Kristine. Ils participent au Rockharz Open Air cette même année.

## Membres

### Membres actuels
- Mike Paulenz (Teufel, Tritonus der Teufel) – cornemuse, chant (depuis 1996)
- Martin Ukrasvan – guitare, chœurs, cornemuse, trompette marine (depuis 2009)
- Stefan (Der Zwilling) – basse,[cornemuse (depuis 2010)
- Ardor vom Venushügel (Ardor) – cornemuse, flûte (2002-2009, depuis 2010)
- Thrymr – cornemuse, flûte (depuis 2010)
- Shumon – percussions, claviers (depuis 2011)
- Jagbird – percussions, batterie électronique, clavier (depuis 2011)

«cornemuse» fait ici référence à la Marktsackpfeife.

### Anciens membres
- Der Heilige St. Brandanarius (Brandan) – guitare électrique, cornemuse (1996–2002)
- Tec – programmation, claviers (1996–2003)
- Andreas Richter (Koll. A., Meister Selbfried) – cornemuse, flûte (1996–2005)
- Karsten Liehm (Castus Rabensang) - cornemuse, biniou, flûte, bombarde (1996–2007)
- Bernd Dobbrisch (Venustus, Wim, Willi, Venustus Oleriasticus) - basse, cornemuse (1996–2010)
- Norbert Drescher (Norri, Harmann der Drescher) - percussions, batterie (2000–2010)
- Patrick Lange (Patrick der Kalauer) - guitare électrique, cornemuse (2002–2009)
- Hatz - percussions, batterie électronique, clavier (2003–2010)
- Stefan Sacherjew (Jordon Finus) - cornemuse, flûte (2006–2009)
- PanPeter - cornemuse (2009–2010)
- Steve - percussions, batterie (2010–2011)
- Jan - percussions, batterie électronique (2010–2011)

## Discographie

### Albums studio
- 1999 : Tanzwut
- 2000 : Labyrinth der Sinne
- 2003 : Ihr Wolltet Spass
- 2006 : Schattenreiter
- 2011 : Morus et Diabolus (Mittelalter)
- 2011 : Weiße Nächte
- 2013 : Höllenfahrt
- 2014 : Eselsmesse
- 2015 : Freitag der 13.
- 2016 : Schreib es mit Blut
- 2019 : Seemannsgarn
- 2021 : Die Tanzwut kehrt zurück
- 2023 : Silberne Hochzeit
- 2024 : Achtung Mensch!

### Albums live
- 2004 : Tanzwut - Live (DVD)

### Singles
- 1999 : Augen Zu
- 1999 : Bitte, Bitte
- 1999 : Weinst Du?
- 1999 : Verrückt
- 2000 : Tanzwut
- 2001 : Eiserne Hochzeit
- 2001 : Götterfunken
- 2001 : Feuer und Licht
- 2003 : Hymnus Cantica
- 2005 : Immer Noch Wach
- 2011 : Weiße Nächte
- 2013 : Das Gerücht
- 2013 : Der Himmel brennt
- 2016 : Schreib es mit Blut
- 2016 : Stille Wasser (feat. Liv Kristine)
- 2019 : Gib mir noch ein Glas (feat. Kärbholz)
- 2019 : Galgenvögel

### Promos
- 1998 : Exkremento (album)
- 2003 : Nein nein (single)

### Apparitions d'invités et albums hommage
- 1999 : The Kingdom of Blindness (Engelsstaub) (sur Orkus Presents: The Best of 1999) par Various artists
- 2000 : Weinst Du? (Single Mix) (Umbra et Imago) (sur Doom & Gloom: Act 1) par Various artists
- 2001 : Feuer und Licht (Extended Mix) (Umbra et Imago) (sur Goths' Paradise V - The Black Book) par Various artists
- 2004 : Sinmachine (Nik Page) (Voix d'invités)
- 2004 : Lovesong (sur Our Voices: A Tribute to The Cure) par Various artists
- 2018 : Die Glorreichen Sieben (feat. Feuerschwanz, Nachtgeschrei, Vogelfrey, Krayenzeit, and Metusa) (sur Blindflug Bonus CD) par Harpyie
- 2020 : Right for the Devil (sur The Book of Fire) par Mono Inc.
- 2021 : Kaufmann & Maid (sur Feuer & Flamme) par D'Artagnan
- 2021 : Lipa (sur Monster Mind Consuming) par Manntra
- 2024 : Atlas et Phoenix (sur Post Mortem Deluxe Version) par Subway to Sally
- 2025 : Spielmannsschwur (United) (sur Weltenwanderer – Von Träumen & Krawall) par Saltatio Mortis